# Albergínia d'Almagro

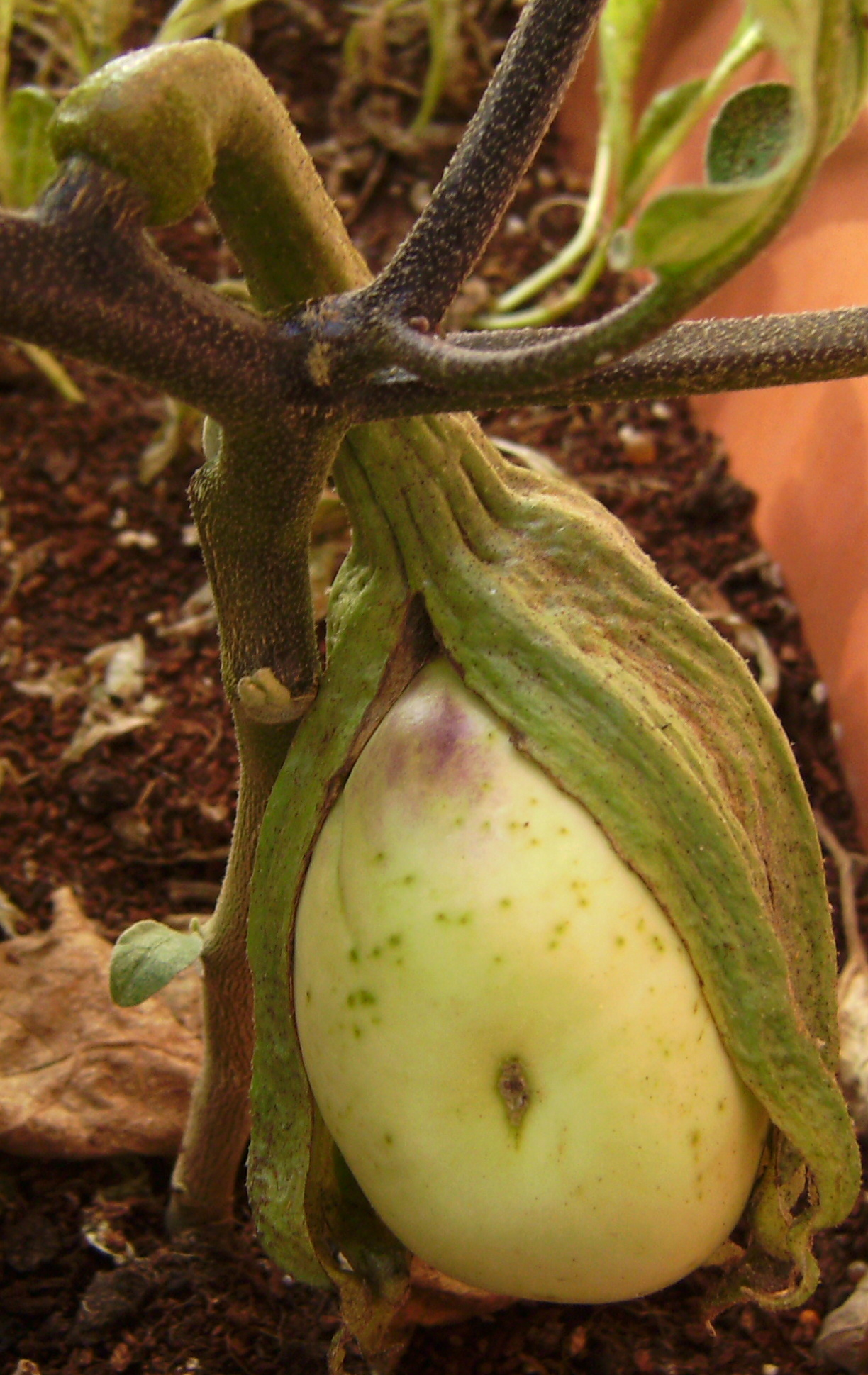
El calze de l'albergínia d'Almagro ocupa dos terços o més del fruit

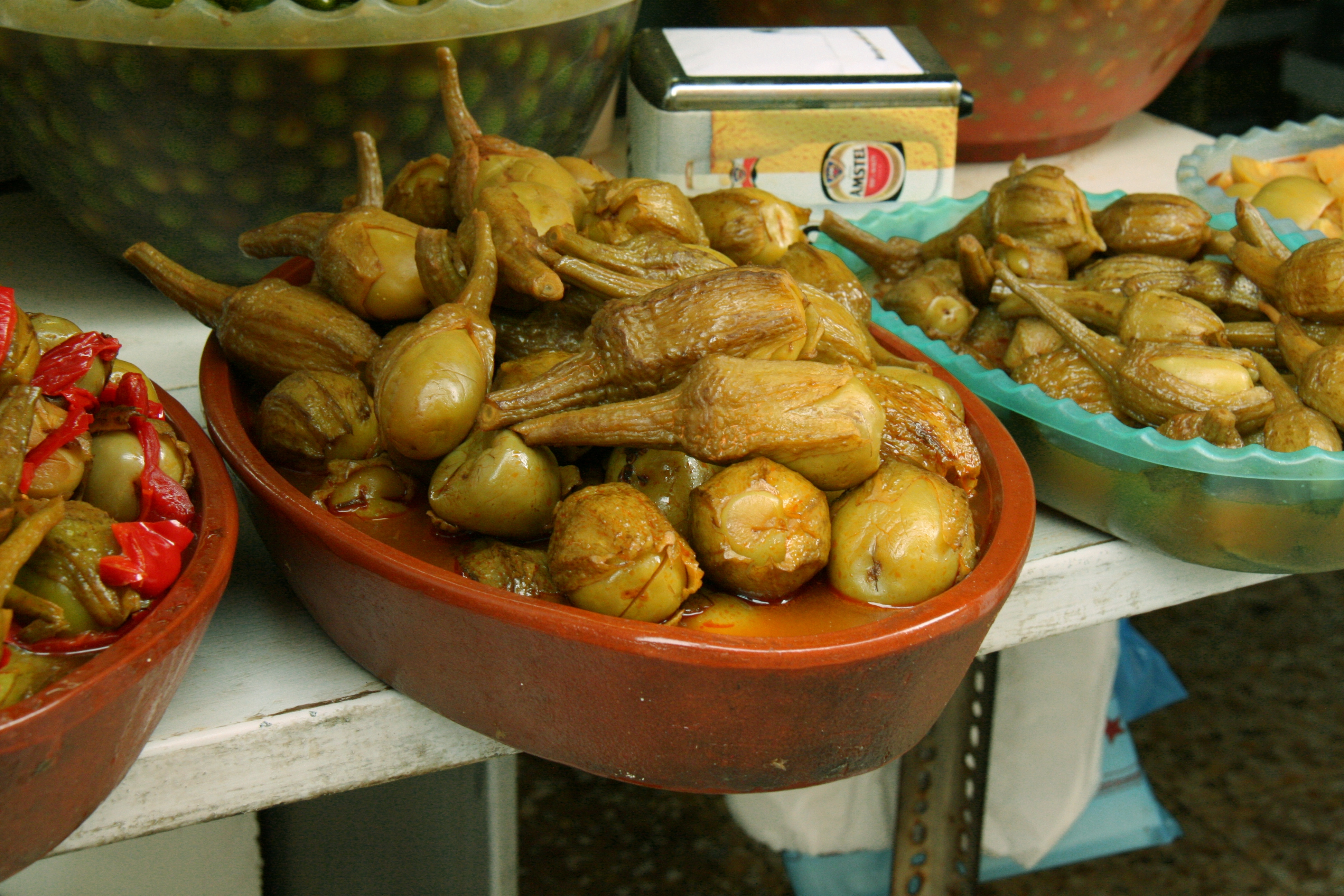
Albergínies d'Almagro confitades.

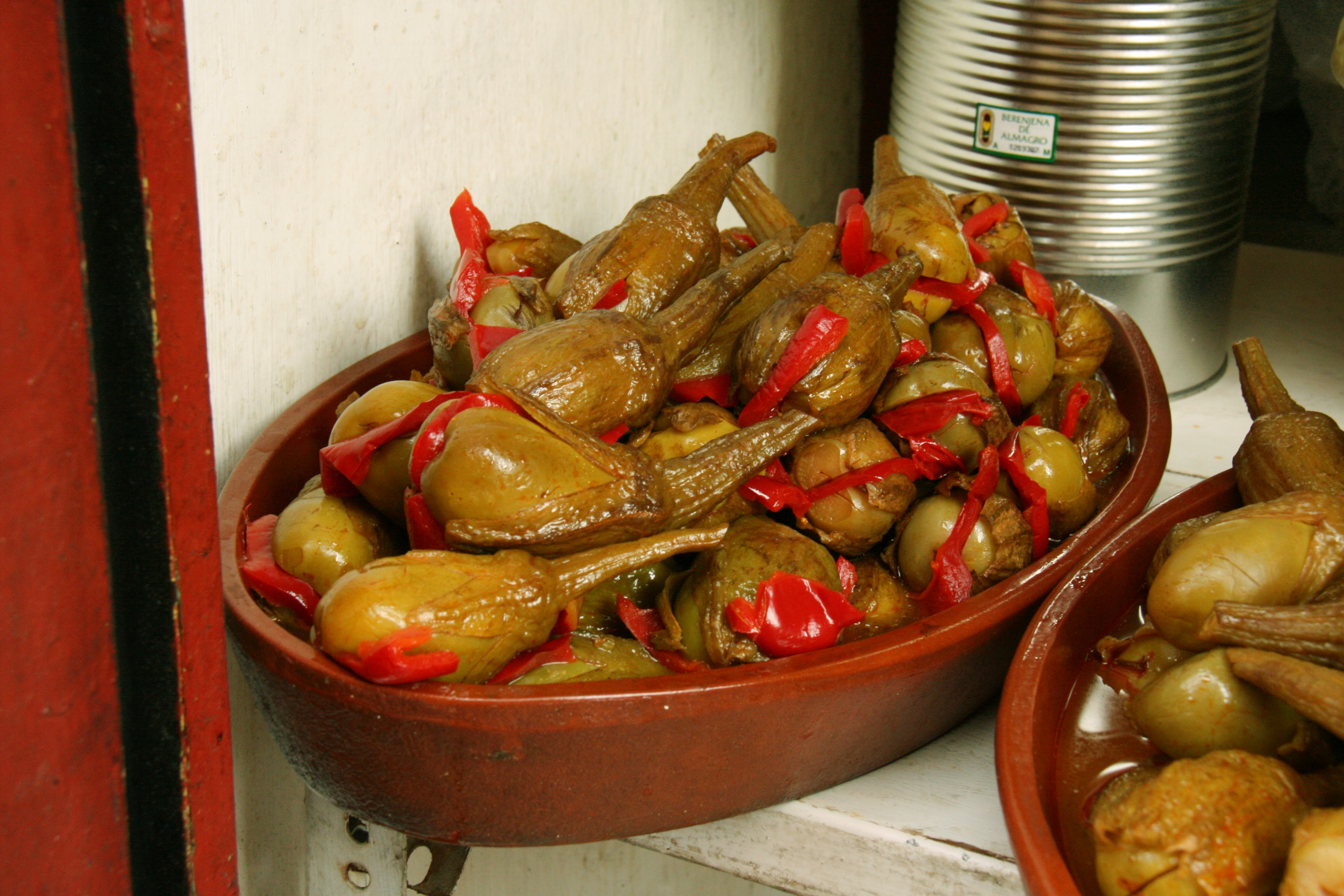
Albergínies d'Almagro farcides amb pasta de pebrot i travessades per un bastonet de fonoll

Les Albegínies d'Almagro (Berenjenas de Almagro) són un tipus d'albergínia (Solanum melongena tipus depressum) de la varietat "Dealmagro" que es cultiven en alguns pobles de la comarca del Campo de Calatrava, en el centre de la província de Ciudad Real (Castella-La Manxa, Espanya) i es comercialitzen en conserva. Es fan fermentar i es conserven en vinagre. Des de l'any 1994, tenen la consideració d'Indicació Geogràfica Protegida, sent la zona de la seva producció la formada pels municipis de: Aldea del Rey, Almagro, Bolaños de Calatrava, Calzada de Calatrava, Granátula de Calatrava, Valenzuela de Calatrava i Viso del Marqués. La seu del seu Consell Regulador es troba al Centre Integral de Gestió Agroalimentària (CIGA), a Bolaños de Calatrava.

## Història
El seu origen més remot es pot trobar en la gastronomia de l'Espanya musulmana, donat que foren els àrabs provinents de Síria els que portaren l'albergínia a la península Ibèrica, que haurien deixat a Almagro no només el fruit sinó la forma de la seva conserva.

## Cultiu i elaboració

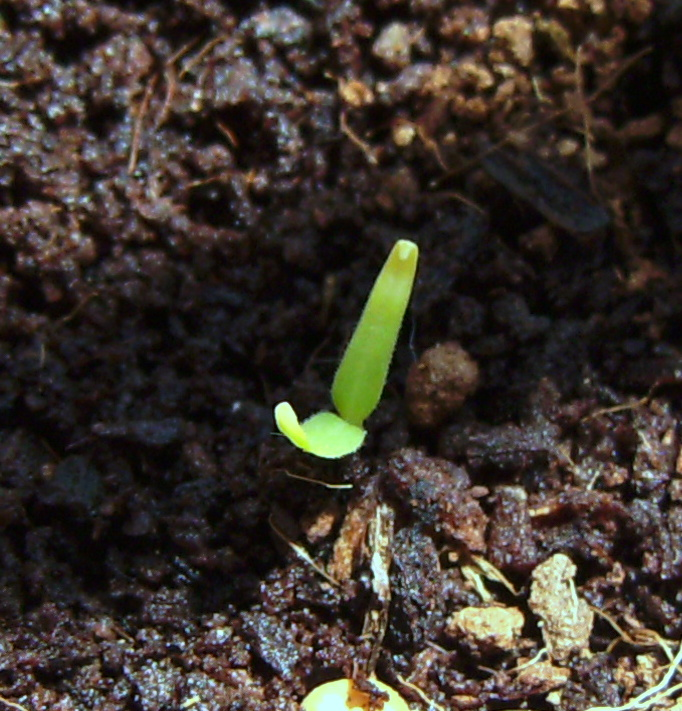
Cotilèdons de l'Albergínia d'Almagro

Les albergínies d'Almagro pertanyen al tipus botànic depressum, plantes un poc més baixes i la mida del fruit més petita, mentre les albergínies habituals són del tipus sculentum (amb el fruit més gran).
Les plantes d'Albergínia d'Almagro són més fèrtils que les de sculentum i cada planta fa més fruits i són més primerencs. El calze de la flor ocupa aproximadament dos terços del fruit.
Es sembren des de febre a abril i es cullen des de setembre a novembre. Es cultiven en regadiu, ja que la seva zona de producció l'estiu és molt sec i l'evapotranspiració molt alta.
Les albergínies d'Almagro es cullen quan encara no han arribat a la seva mida definitiva i encara són tendres amb les llavors no visibles. Després es pelen, traient la part de la bràctea que sobra, les espines i la part final del peduncle. Posteriorment es couen entre 5 i 15 minuts i es sotmeten després a una fermentació on s'afegeix vinagre.oli vegetal, sal, comí, alls, paprika i aigua. Si es fan les albergínies farcides s'hi posa pebrot i tiges de fonoll.

## Forma de presentació
Les albergínies d'Almagro es comercialitzen enllaunades o en pots de vidre amb les següents varietats comercials:
- Aliñadas: amb els fruits sencers.
- Embuchadas: són les aliñadas afegint un tros de pebrot dolç o picant i altres espècies subjectant-les amb una tigeta de fonoll qu travessa l'albergínia.
- Embuchadas con pasta de pimiento: com les anteriors però amb pasta de pebrot.
- Cogollos: són els fruits sense bràctees ni peduncle.
- Troceadas: són els cogollos partits en trossos.

A Espanya acostumen a ser servides en forma de tapa o aperitiu d'acompanyament. Com que tenen molt de vinagre no convé consumir-les junt al vi, ja que el vinagre emmascara el sabor del vi però sí amb altres begudes com la cervesa.

## Producció i comercialització
L'albergínia d'Almagro es fa en petites explotacions de caràcter familiar. El 2010, la superfície cultivada va ser de 64,98 Ha., sent la producció emparada sota la I.G.P. de 2.518,78 tones.
Actualment el Consell Regulador de la I.G.P. Berenjena de Almagro, té inscrites cinc empreses elaboradores:
- Conservas García S.L., a Almagro.
- Conservas Manchegas Antonio S.L., a Bolaños de Calatrava. Amb la marca "Antonio".
- Frudiaz S.L., en Almagro. Amb la marca "La Encajera de Almagro".
- Hijos de Isidoro Calzado S.L., en Bolaños de Calatrava. Amb la marca "Calzado".
- Vicente Malagón S.A., en Almagro. Amb les marques "La Plaza" i "Almagreña".